# Гальперин, Анатолий Моисеевич
Гальперин, Анатолий Моисеевич (25 июля 1937, Москва — 29 октября 2018, там же) — советский и российский учёный-горняк, специалист в области теории и методов инженерно-геологических исследований при освоении месторождений полезных ископаемых. Доктор технических наук, профессор Московского горного института. Лауреат Премии Совета Министров СССР, заслуженный деятель науки Российской Федерации.

## Биография
А.М. Гальперин начал свою трудовую деятельность в 1959 г. после окончания Московского горного института (ныне - один из институтов НИТУ "МИСиС") на Щигровском фосфоритовом руднике, а позже - в проектной конторе "Союзшахтоосушение".
В 1962 г. поступает в аспирантуру кафедры геологии МГИ; в 1965 г. защищает под руководством проф. П.М. Панюкова кандидатскую диссертацию на тему "Оценка устойчивости карьерных отвалов в условиях не-стабилизированного состояния водонасыщенных породных масс".
В 1965-1968 гг. А.М. Гальперин работал старшим научным сотрудником лаборатории прочности подземных емкостей института ВНИИПромгаз и занимался изучением пластического деформирования соленосных массивов вокруг подземных сооружений. В 1968 г. А.М. Гальперин избирается доцентом кафедры геологии МГИ. В 1980 г. он защищает докторскую диссертацию на тему "Геомеханические основы технологии формирования во времени бортов карьеров и отвальных массивов". В 1983 г. ему присвоено ученое звание профессора, в 1989 г. Анатолий Моисеевич после трагической гибели В.В. Ершова становится заведующим кафедрой геологии МГИ, которую он возглавлял до марта 2015 г. 

## Научная и педагогическая деятельность
Научная и педагогическая деятельность А.М. Гальперина была связана с изучением проблем геологического обеспечения, геомеханики и технологии открытых горных работ, созданием теории и методов инженерно-геологических исследований при освоении месторождений полезных ископаемых, методики прогнозирования гидро-геомеханических процессов, комплексным геологическим изучением техногенных массивов отвалов и хвостохранилищ, разработкой природоохранных технологий. 
Исследования А.М. Гальперина были направлены на решение конкретных горнотехнологических задач управления состоянием обводненных массивов, определения безопасных и экономически эффективных конструкций бортов карьеров, установления конструкции и режима формирования отвальных насыпей, откосных сооружений и намывных массивов гидроотвалов и хвостохранилищ, обоснования рекультивационных мероприятий.
В научно-практическом плане особый интерес представляют следующие результаты исследований А.М. Гальперина: оценка длительной устойчивости сложенных глинистыми породами бортов карьеров с использованием аппарата структурной механики грунтов; разработка инженерных методов прогноза уплотнения и несущей способности намывных массивов гидроотвалов; инженерно-геологическое районирование намывных техногенных массивов для их экологически безопасного дальнейшего использования; разработка и внедрение методов гидрогеомеханического мониторинга обводненных массивов на карьерах и при подземном строительстве; проведение комплексных геологических исследований массивов хво-стохранилищ для их последующей гидромеханизированной разработки как техногенных месторождений.
Особое внимание A.M. Гальперин уделял созданию новых и усовершенствованию традиционных методов контроля за состоянием намывных техногенных отложений. Он автор 8 патентов РФ на способы и устройства по проведению подобных инженерных мероприятий и средств их осуществления.
A.M. Гальперин опубликовал более 200 научных трудов, включая 14 монографий и учебников. В число основных входят: "Геомеханика отвальных работ на карьерах" (M.: Недра, 1972); "Реологические расчеты горнотехнических сооружений" (M.: Недра, 1977); "Управление долговременной устойчивостью откосов на карьерах" (M.: Недра, 1985); "Управление состоянием намывных массивов на горных предприятиях" (M.: Недра, 1988); "Гидрогеология и инженерная геология" (M.: Недра, 1989); "Природоохранные гидромеханизированные технологии" (M.: Недра, 1993). Переработанный и дополненный учебник "Гидрогеология и инженерная геология" издан в 1993 г. на английском языке издательством "Балкема". Совместно с немецкими коллегами из Фрейбергской горной академии проф. Ф. Фёрстером и доктором Х.-Ю. Шефом им опубликован в издательстве MFfy учебник "Техногенные массивы и охрана окружающей среды" (1997, 2001). Третье (2-х томное) издание этой работы вышло в 2006 г. под названием "Техногенные массивы и охрана природных ресурсов". В 2007 г. издательством METy выпущены учебники "Гидрогеология" и "Инженерная геология", подготовленные A.M. Гальпериным совместно с В.С. Зайцевым, Ю.А. Норватовым и Г.Н. Харитоненко.
Важной составляющей педагогической деятельности A.M. Гальперина являлось приобщение студентов к научной работе и участию в конкретных проектах. Под его руководством студенты МГИ неоднократно (1973, 1979, 1987 гг.) получали медали и дипломы Минвуза СССР за лучшие научные студенческие работы, а в 1980 г. ведущий автор студенческого коллектива Юрий Кириченко (впоследствии - профессор кафедры геологии МГИ) впервые в истории высшего горного образования получил медаль AН СССР "За лучшую научную студенческую работу".
Результаты научных исследований A.M. Гальперина были реализованы на многих горнодобывающих предприятиях и объектах гидротехнического строительства. Им подготовлены 25 кандидатов и 5 докторов наук.
A.M. Гальперин активно участвовал в работе организаций, связанных с высшим образованием и наукой. Он являлся членом Международной ассоциации инженер-геологов (IAEG) и Международной комиссии по высоким плотинам (ICOLD), председателем комиссии по горнопромышленной геологии горно-металлургической секции РАЕН, ученых и специализированных советов.

## Признание
За создание научных основ высокоэффективной и экологически безопасной технологии формирования гидроотвалов на горных предприятиях в 1989 г. А.М. Гальперин награжден Премией Совета Министров СССР. В 1995 г. избран действительным членом Российской академии естественных наук. В 1998 г. ему присвоено почетное звание "Заслуженный деятель науки Российской Федерации".